# 宣化站

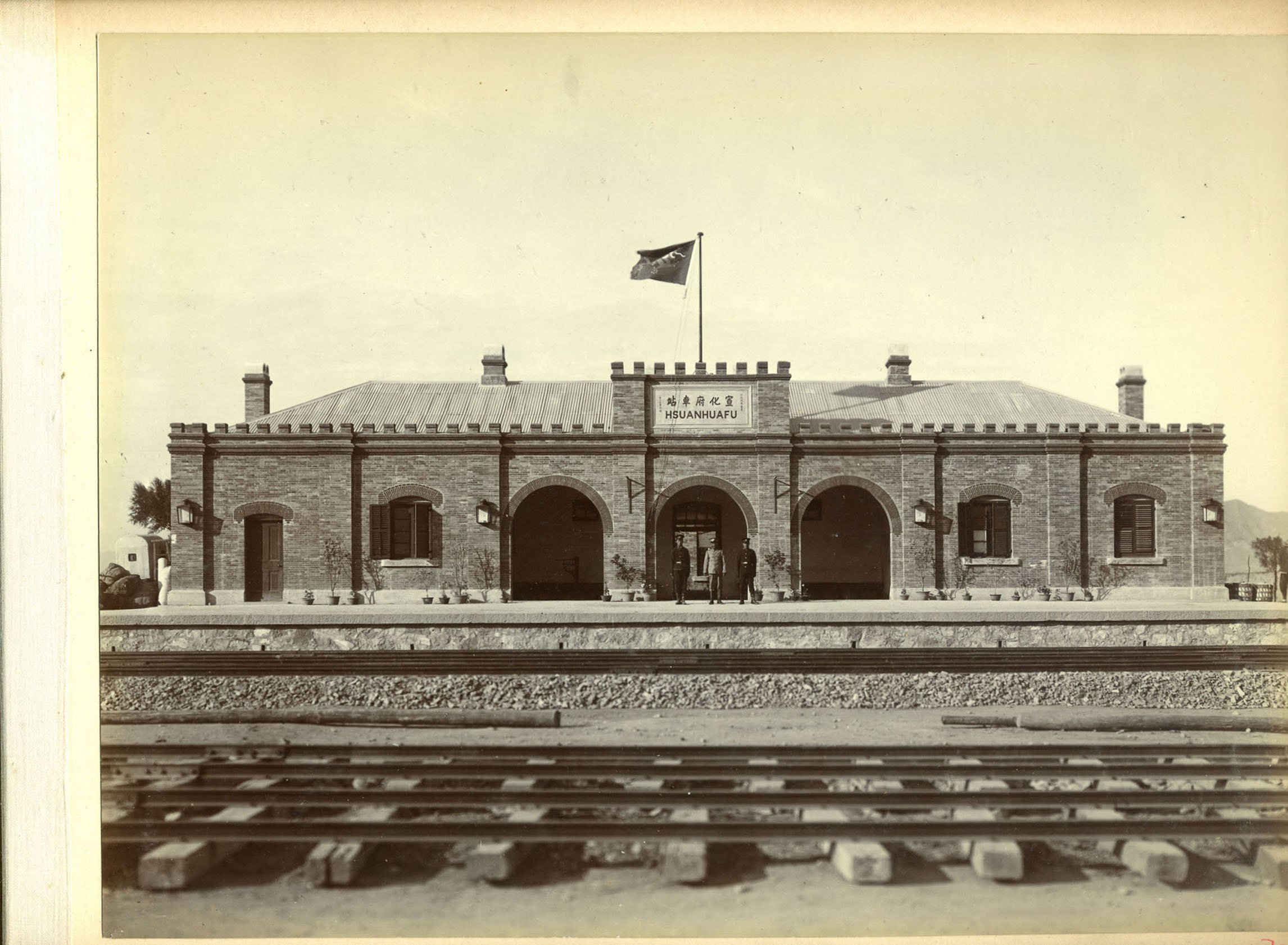
谭景棠《京张路工摄影》中的宣化府车站

宣化站（Xuanhua Railway Station）是位于中国河北省张家口市宣化区的一个火车站，连接京包铁路（原京张铁路）、宣庞铁路和宣烟铁路，是河北省西北部的重要铁路枢纽。原名宣化府站，建于1909年。